# Budai majolikaműhely
A budai majolikaműhelyt Mátyás király budavári palotájában alapították 1480 körül. Alapítója Petrus Andrea de Faenza olasz mester volt, aki a faenzai Bettini-műhelyből jött Budára, majd visszament Itáliába. De Faenza 1480-84 között vezette a műhelyt, majd magyar fazekasok vették át az irányítást, és Mátyás haláláig, 1490-ig működtek. A műhely a várpalota nyugati szárnyában helyezkedett el. 1951-ben ezen a helyen sok félkész és rontott darabot tártak fel, és megtalálták az égetőkemencéket is.
A műhely több terméket gyártott: padlócsempéket, majolikaedényeket és ónmázzal díszített kályhákat is. A finomabb padlótéglákat miniátorok festették meg. Egyes kályhacsempéket alakos és zsánerjelenetekkel díszítettek, például Mátyás arcképével. Ezeken a csempéken Magyarországon először jelent meg az ólommáz mellett az ónmáz és kialakult az úgynevezett vegyesmázas technika. A budai majolikaműhelyben készültek a bécsi Stephansdom színes tetőcserepei is.

## Ajánlott irodalom
- Voit Pál - Holl Imre: Hunyadi Mátyás budavári majolikagyártó műhelye, Budapest Régiségei, XVII., 1956